# Mini-a-thür
Mini-a-thür (også kaldet Klein-Thüringen) er en miniaturepark i Ruhla i Thüringen. Parken viser modeller af seværdigheder fra Thüringen i størrelsesforholdet 1:25. Om sommeren er de udstillet i et udendørsområde, mens de om vinteren udstilles i en museumshal.
De 19.000 m² store park blev åbnet i 1999 og tæller nu over 100 modeller. Med ca. 75.000 besøgende om året hører parken til de største seværdigheder i Wartburgkreis.

## Modeller
Blandt modellerne finder man for eksempel:
- Bahnhof Eisenach
- Creuzburg
- Deutsches Spielzeugmuseum i Sonneberg
- Erfurt Hauptbahnhof
- Georgenkirche i Eisenach
- Goethes Gartenhaus i Weimar
- Lutherhaus Eisenach
- Meininger Theater
- Rundkirche Untersuhl
- Schanzenanlage in Oberhof
- Schloss Friedenstein i Gotha
- Simsonwerk i Suhl
- Wartburg
- Zeiss-Planetarium Jena

Desuden omfatter modellerne også fiktive husrækker med de mindste huse i Thüringen. Sammensætningen har ikke noget med virkeligheden at gøre, da de virkelige huse befinder sig forskellige steder. Det mindste af husene er Schmales Haus von Eisenach.

## Weblinks
- Wikimedia Commons har flere filer relateret til Mini-a-thür
- Officiel hjemmeside